# Schloss Sankt Jakob am Thurn

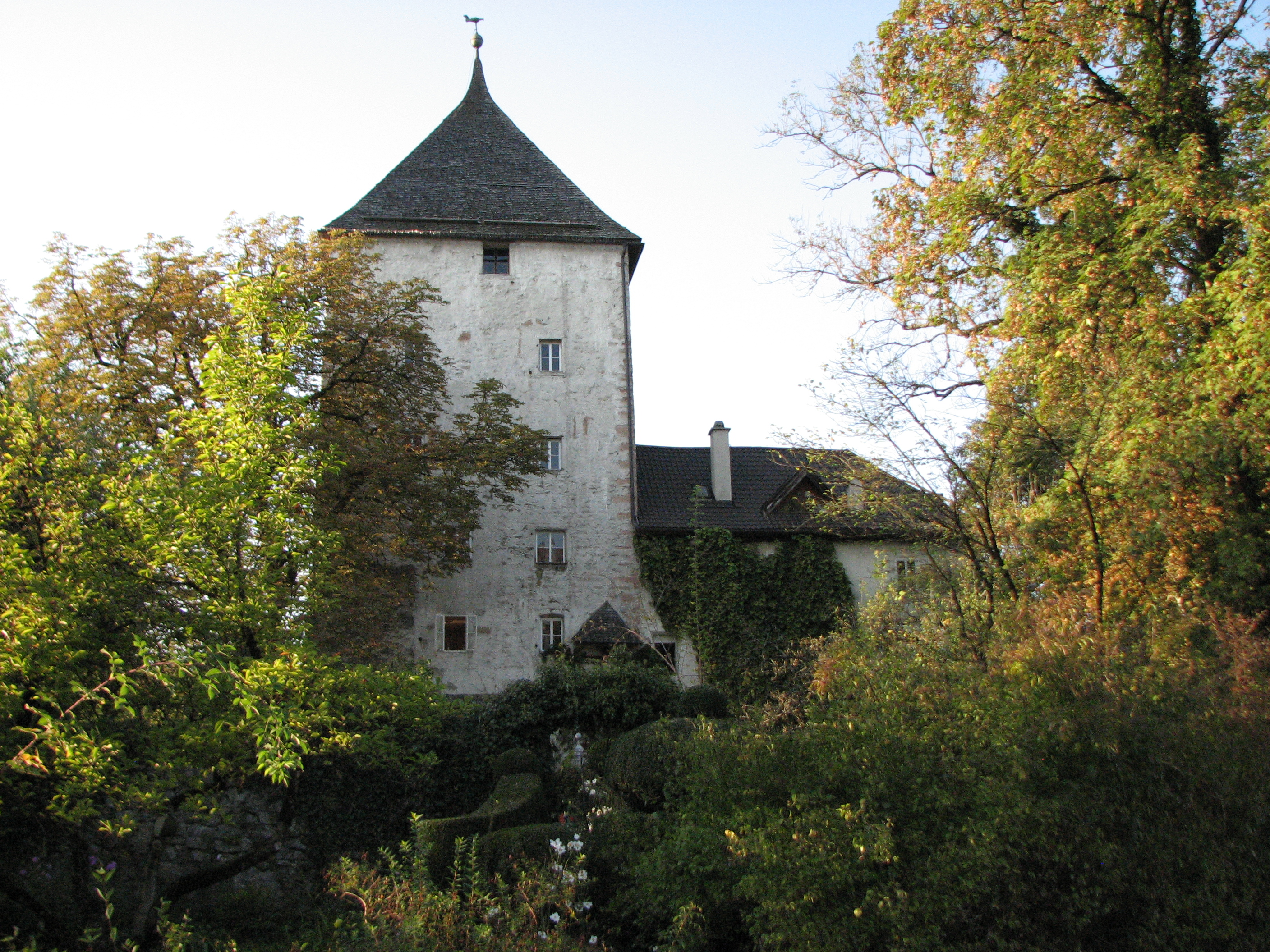
Schloss St. Jakob am Thurn

Das Schloss Sankt Jakob am Thurn bzw. der sog. Turm zu St. Jakob steht im gleichnamigen Ortsteil der Gemeinde Puch bei Hallein im Bezirk Hallein von Salzburg. Es ist denkmalgeschützt (Listeneintrag).

## Geschichte
Der Turm stammt vermutlich aus dem 12. oder 13. Jahrhundert. Er war Sitz der Salzburger Ministerialenfamilie derer von Thurn. Diese Familie hatte das Amt der Burggrafen in Salzburg inne; auch konnten sie die Brückenmaut in Salzburg einheben. Vermutlich saßen sie dabei auf dem Imberg. Seit 1403 gehörte ihnen auch die Burg Neubeuern am Inn. 1538 wird ein Jörg Khnoll als Pfleger „zum Thurn“ genannt. 1572 stirbt ein Andree Pleialter „zum Thurn in der Hofmark“. 1647 erhält Johann von Plaz nach dem Tod von Alexander Hieronymus Freiherrn von Thurn zu Neubeuern das erledigte Salzburger Lehen mit Schloss und Hofmark zu St. Jakob am Thurn. Johann von Plaz war Pfleger in Rosegg und Gmünd in Kärnten sowie auf Schloss Hüttenstein; zusammen mit anderen hatte er 1645 den Zillertaler Aufstand niedergeschlagen. Die Familie derer von Plaz wurde 1696 in den Grafenstand erhoben. Die Plaz sind heute die einzige noch bestehende Salzburger Adelsfamilie. 1869 wurde das Ritterlehen allodifiziert.

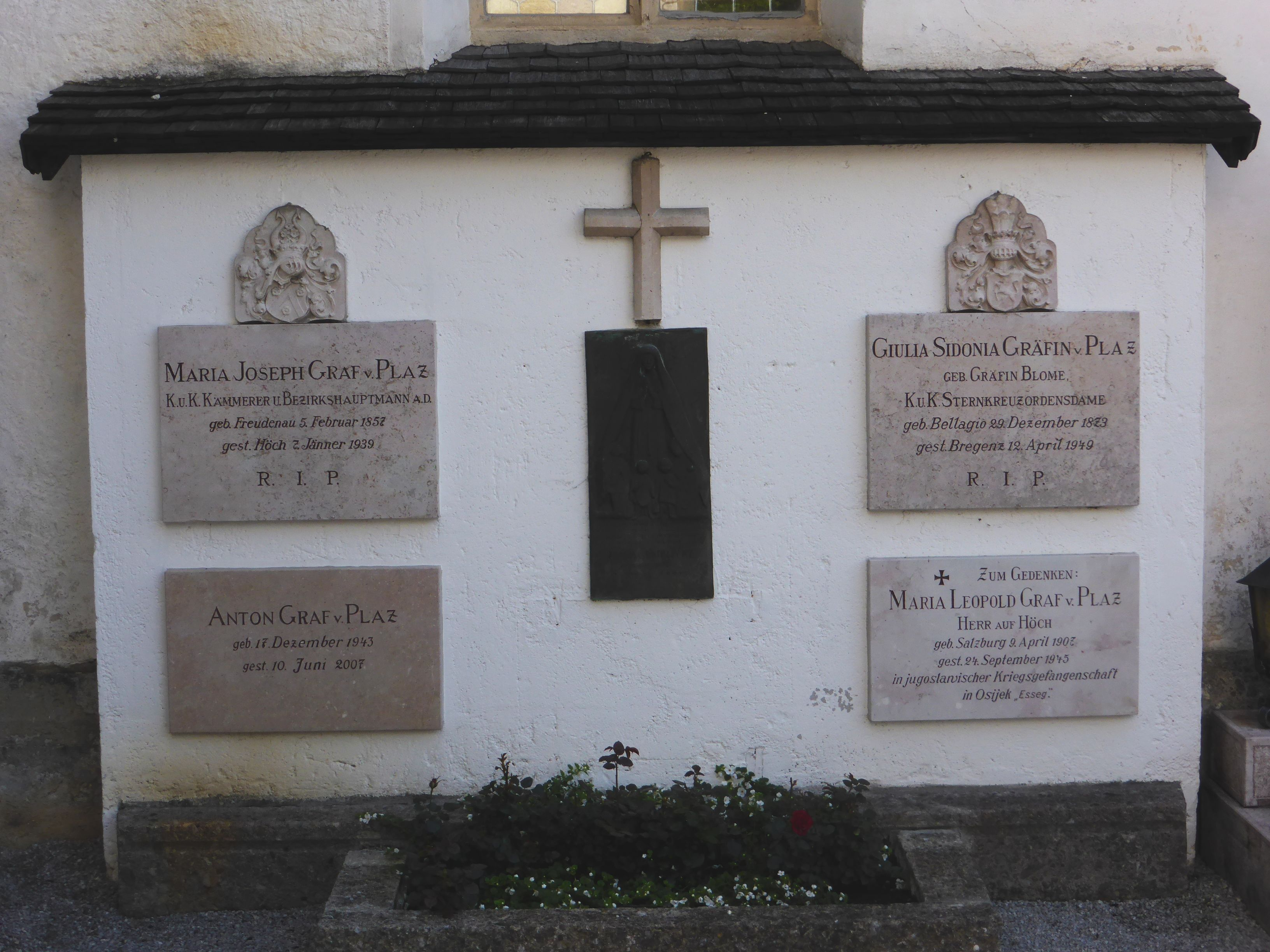
Epitaph der Familie Plaz an der Pfarrkirche Altenmarkt

1924 wurde die Herrschaft St. Jakob an die Dänin Charlotte von Bornemann, verehelichte Wurmbrand-Stuppach, verkauft. 1939 wurde der Bau aufgrund einer Gestapo-Verfügung dem Reichsgau Salzburg einverleibt. 1947 wurde das Eigentum an die frühere Eignerin zurückgegeben. Die jetzigen Eigentümer sind Martin Stuart und Ulrike Flatz.

## Beschreibung
Der Turm umfasst sechs Geschoße und ist aus Bruchsteinmauerwerk errichtet. Im Erdgeschoß beträgt die Mauerstärke 1,90 m. Das pyramidenförmige Dach wird von einer Wetterfahne gekrönt. Die ehemals vorhandene Schindeldeckung wurde durch ein Schieferdach ersetzt. Noch in mittelalterlicher Zeit wurde ein dreigeschoßiges Nebengebäude mit einem Satteldach angefügt. An beiden Bauteilen kann man spätgotische Fenstergewände sehen. Die Eingangsportale sind aus Stein und in Rundbogenform ausgebildet. Das in den Turm führende Portal weist barocke Formen auf. Daneben hängt unter einem Schutzdach ein Wandkreuz aus dem 16. Jahrhundert. Die Räume in dem Anbau sind gewölbt (Tonnengewölbe mit Stichkappen). In der Barockzeit sind in den Räumen des Obergeschoßes Decken mit einfachen Stuckspiegeln angebracht worden. Der Turm ist im 17. Jahrhundert zwei Mal abgebrannt und wieder renoviert worden.
Das Gebäude ist in Privatbesitz und kann nur von außen besichtigt werden.

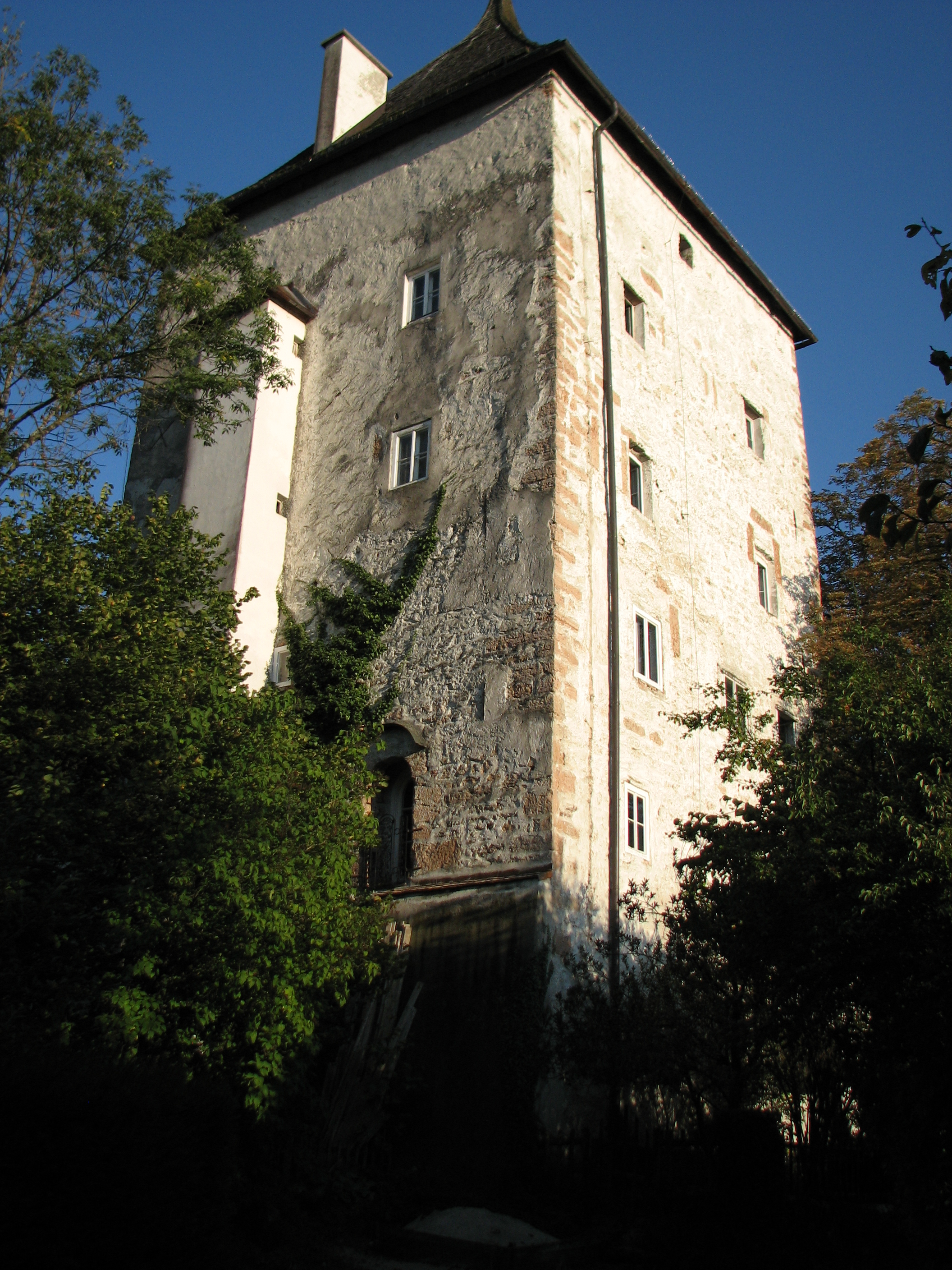
Rückwärtige Seite des Schlossgebäudes
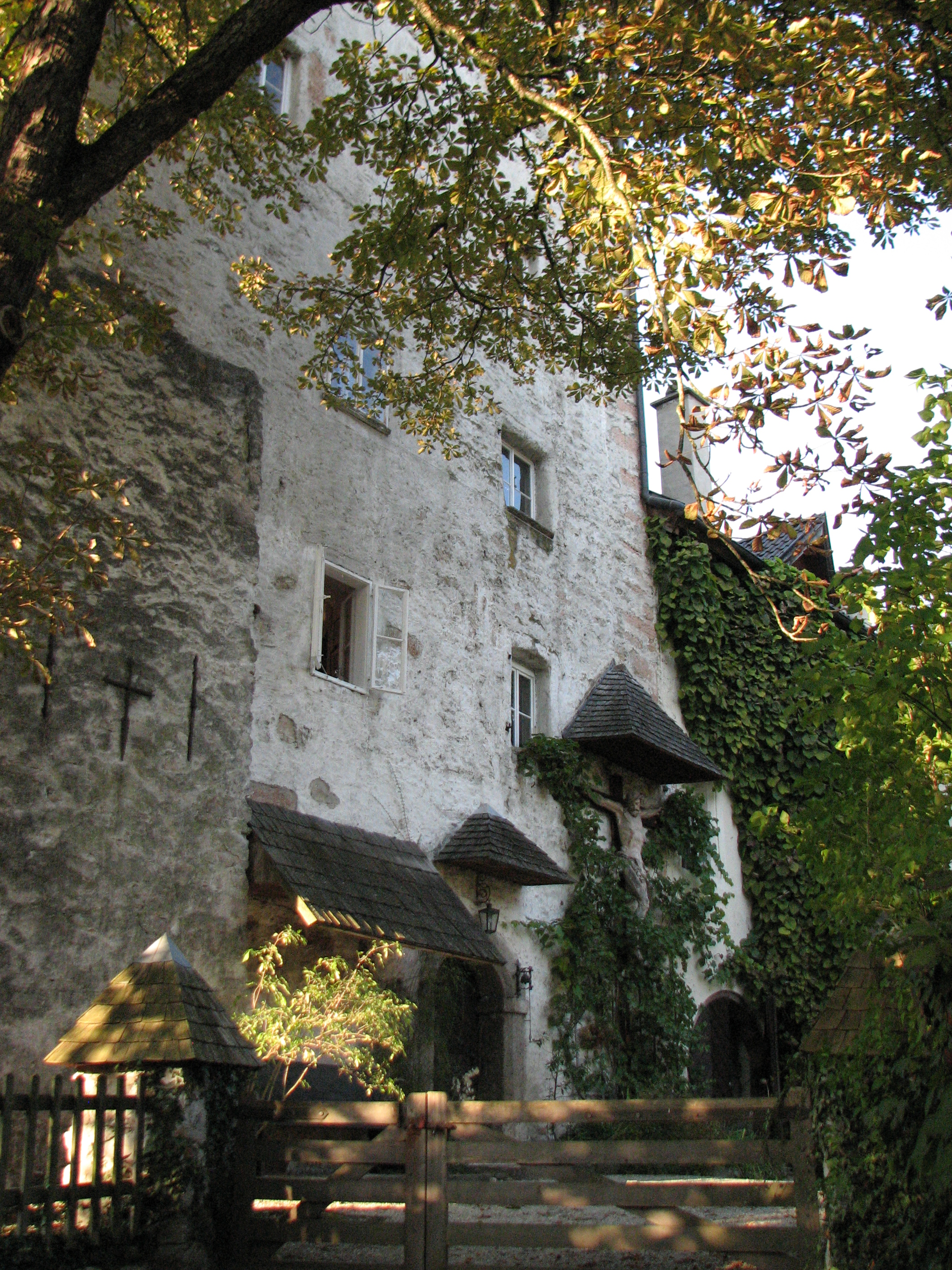
Eingangsbereich
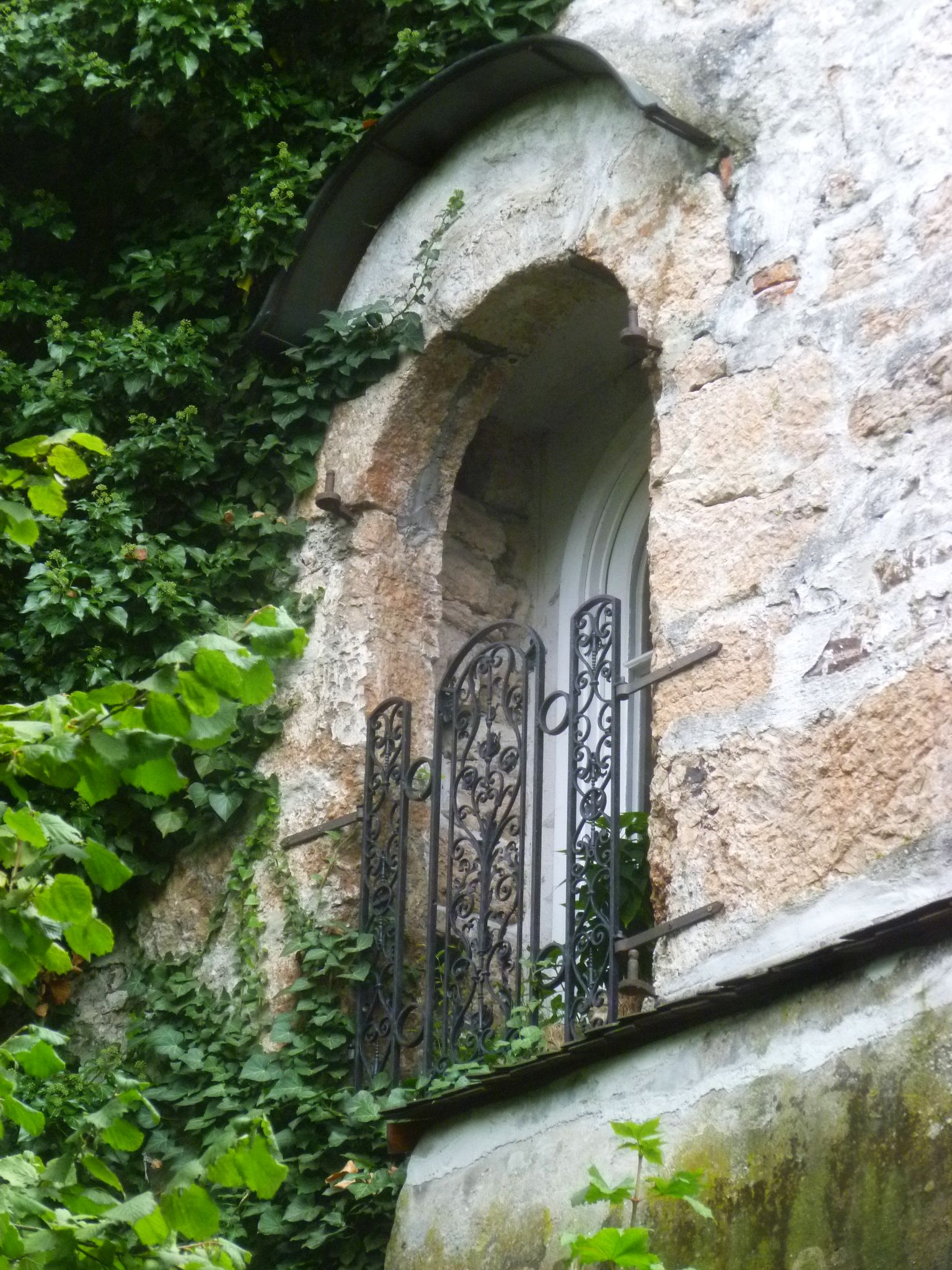
Balkon
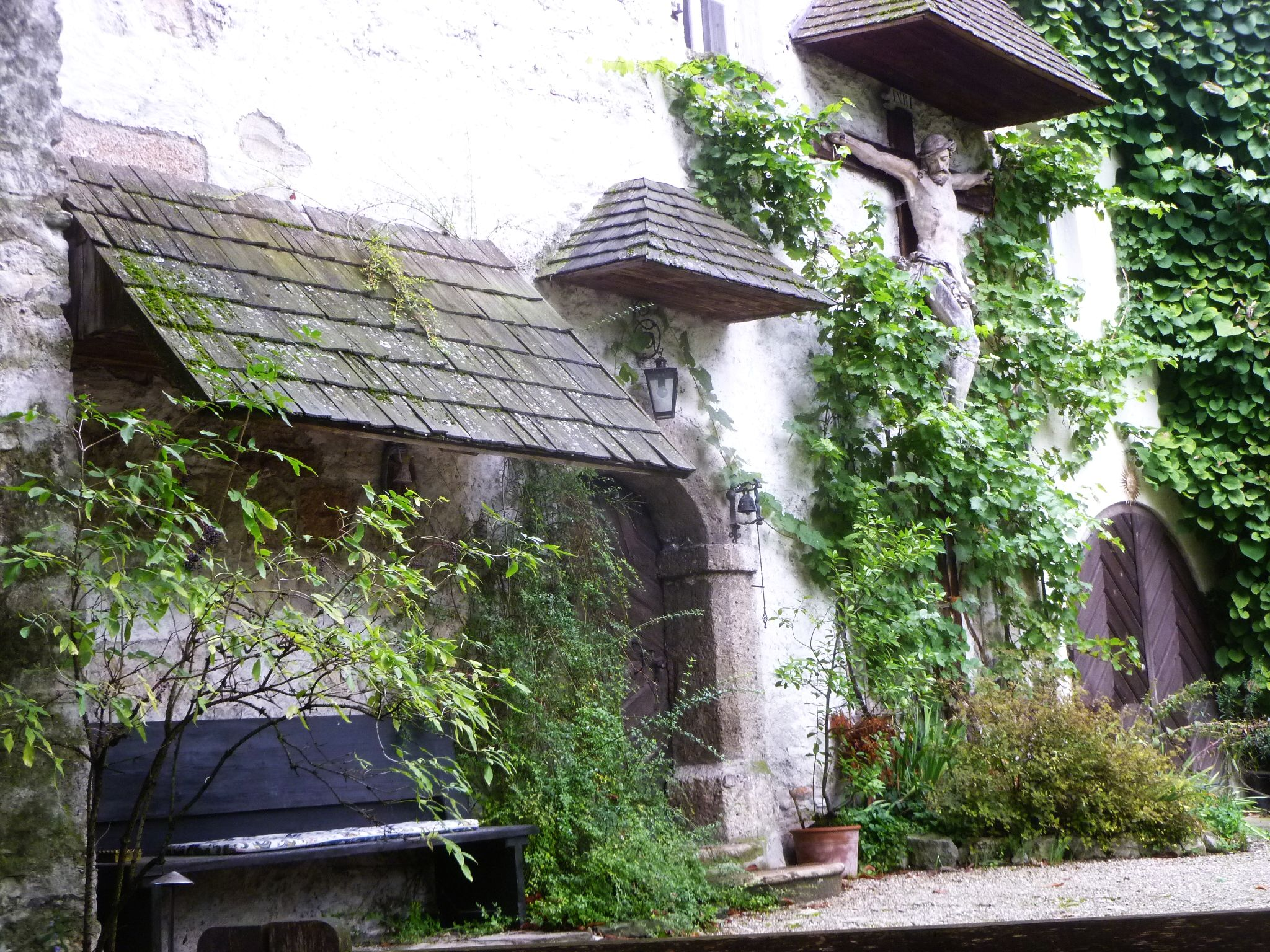
Eingangsportal